# めいどさん☆すぴりっつ! 〜わたしの中にいるあなた〜
『めいどさん☆すぴりっつ! 〜わたしの中にいるあなた〜 』は、Siriusより、2006年1月27日に発売された、アダルトゲーム。

## ストーリー
生まれ故郷の王都に10年ぶりに帰ってきた魔道師、ペック。
購入した館には、一人のメイドが待っていた。
名をフィエナと言い、実体と意志をもった「館の精霊」だった。
初日、「館の鍵を開ける」＝フィエナを抱くことで、彼女に変化が起こる。
エクスタシーを感じることで、フィエナの過去の記憶が戻り、機能拡張が起こったのだ。
その日から、毎週日曜の夜にはフィエナとペックの「研究」が始まった。
広い館を有効活用すべく、下宿屋を始めたところ、偶然にも若くかわいい女の子ばかりが集まった。
こうして「フィエナ」の中で、ペックと店子たちの華やかな新しい生活が始まった。
もちろん夜の「研究」で、可愛く身悶えるフィエナのことは、ペックだけの秘密。
フィエナを作った「前の館の主」に、興味を覚えながら。

## 登場人物
ペック・スパージュ
主人公。王都出身で、江戸っ子のようなしゃべり方をする。風呂好き。魔道師として相当の能力を持っており、風呂の精霊制御システムの構築が専門。人間のような精霊を作ることが理想。訳あって王都の館を購入し岩風呂付の下宿屋を始める。軽い言動の割に性格は大人で、店子たちを温かく見守る。
フィエナ- 声：佐倉凛
身長158 cm B 99／W 56／H 88
ペックが買った館に住んでいたメイド。「はじめてのご主人さま」ペックに献身的に仕える。大人しくやさしい性格で、店子たちの母親的存在。一方で感激屋で恥ずかしがり屋でもある。華奢だがグラマー。「館の精霊」が実体化したものであり、館とは感覚がつながっている。

### 店子たち
リーチェ・ベッセン - 声：あさり☆
身長173cm B96／W60／H90
女剣士。王都剣士隊の入隊を目指してミュレイより王都にきた。見た目はグラマラスな美女だが、内面は幼く女としての意識が乏しい。無邪気に裸をペックにさらして目のやり場に困らせることも。屈託のない笑顔と純朴な性格で店子たちに好かれている。
アヤリ・アヤリエ - 声：紬叶慧
身長157cm B82／W59／H82
料理人。副都コモトから、料理コンクールに入賞し一旗揚げるべく王都にきた。7人兄弟の長女で何かと店子らに対しお母さんぶるが、ペックにはこれが効かないので調子が出ない。しっかり者を標榜する割にはそそっかしい。姉御肌でなんだかんだと面倒見は良い。
シャロ・プルチーニ - 声：天天
身長142cm B68／W53／H75
駆け出しの魔法使い。親の反対を押し切ってクラウディカから王立研究所の試験を受けるも不合格となり、帰るに帰れずペックの弟子におさまった。見た目も性格も子供っぽい。ひよわではあるが大飯食らい。不器用だが何事にも一生懸命で、なぜか魔素収集能力に秀でている。
クオレリア・ルティエ - 声：春野萌
身長153cm B92／W58／H86
吟遊詩人。樽に入って運河を流れてきたところを拾われる。街に稼ぎに出かけているようだが店子らの前で歌うことはめったにない。
寡黙だが物腰は上品にして丁寧。背が大きいほうではないが、出るところは出ている。謎の多い人物。

## ゲームシステム
前半（4の月から10の月まで）
地下一階、地上2階建の館を中心にゲームは進行する。

日中は午前と午後の2回、館のマップ移動画面上に出現する攻略対象キャラを選択、

発生したイベントをこなす。

このモードにて、誰とどのようなイベントをこなしたかで、後半の攻略に影響が発生する。

日曜の夜は調教ADVの要素をもった「研究」モードとなる。一回3ターンの行為を選択肢から選び、

実行する。その組み合わせによりフィエナの反応＝イベントCGが変化する。

最初は選択できる行為は少ないが、研究を重ねるうち、選択肢は多くなる。

またフィエナが絶頂を迎えた場合、ストーリーの進展にかかわる記憶の回復と機能拡張が発生する。

「好きにさせる」という選択肢もあり、この場合フィエナは絶頂を迎えない。

このモードにて、フィエナへの親密度が左右され、後半の展開にも影響する。

後半（10の月以降）
10の月に発生するイベントで、誰を選んだか、またそれまでに誰とより親密になっていたかで、

後半のストーリー展開及びエンディングが変化する。

選択した相手にまつわる場所を中心としたストーリーモードとなり、

前半にあったマップ移動画面や「研究」モードは発生しない。

おまけモード（ゲームクリア後）
一度ゲームをクリアすると、おまけモードにて「研究」を行うことができる。

- CD&音楽鑑賞モード、回想モードも選択できる。

## スタッフ
- 原画：ミヤスリサ
- シナリオ：保住圭
- 音楽：ナータリオン
  - 主題歌：『アナタに咲く花』 - Vo.kuniko Miyasita

## 関連商品

### CD
「めいどさん☆すぴりっつ! オリジナルサウンドトラック」
歌：kuniko Miyasita（トラック02、18）
SIRI-0002
　作品中のBGMや主題歌等、全22曲を収録。
　2006年コミケ71、およびビジュアルアーツ通販でのみで販売された。（販売終了）

### カードゲーム
Lycee
シルバーブリッツのカードゲーム、Lyceeに参戦している。収録エキスパンションは、VisualArt's3.0など。

## 雑誌（グラビア）
- BugBug（サン出版） 2006年　6月号に、書き下ろしグラビア（カラー4P）が掲載された。
『日曜日、洗濯ものを干している最中も、フィエナは心ここにあらずの状態。なぜならば今日は週に一度の研究の日。』という内容。